# La riconciliazione
La riconciliazione (titolo originale in inglese: Fixing It for Freddie) è un racconto dello scrittore inglese P. G. Wodehouse, pubblicato per la prima volta in volume nel 1925 nella raccolta di racconti Carry on, Jeeves (in italiano: Avanti Jeeves!).

## Trama
Bertie Wooster, l'io narrante, informa il suo fido valletto Jeeves di aver incontrato al circolo il suo amico Federico Bullivant (Freddie) depresso per la rottura del suo fidanzamento con Elisabetta (Elizabeth Vickers nel testo inglese); Bertie ritiene possa essere utile per Federico un cambiamento di ambiente e decide di portarlo con loro in vacanza a Marvin Bay, una tranquilla località balneare del Dorsetshire.
A Marvin Bay c'è anche Elisabetta: Bertie la incontra per caso sulla spiaggia mentre sta giocando con un bambino obeso che Bertie ritiene sia un cugino della ragazza. A Bertie viene in mente di rapire il bambino, la cui scomparsa avrebbe gettato in ansia i familiari; Federico si sarebbe presentato loro col bimbo affermando di averlo trovato in giro per caso, guadagnando così la gratitudine di Elisabetta che, per riconoscenza, avrebbe fatto sicuramente la pace. Berto rapisce pertanto il bambino; Federico lo porta a Elisabetta la quale però risponde di non essere affatto parente del bambino, ma di averlo incontrato sulla spiaggia senza sapere chi fosse. Bertie si mette immediatamente alla ricerca dei genitori del bambino, per evitare l'accusa di sequestro di persona; li trova, ma costoro, che conoscono alcuni familiari di Berto e hanno fiducia in lui, lo pregano di tenere il bambino con sé per qualche giorno perché il fratellino ha contratto gli orecchioni e temano possa infettarlo. Bertie porta il bambino a casa; Jeeves suggerisce di utilizzare il bambino per riunire Elisabetta e Federico, condizionando il bambino a dire in loro presenza "Bacia Federico!". Nonostante qualche comico contrattempo, la strategia di Jeeves funziona e i due innamorati fanno la pace.

## Storia editoriale
Il racconto è stato pubblicato per la prima volta nella rivista britannica The Strand Magazine del settembre 1911 col titolo "Helping Freddie" e successivamente nella rivista statunitense Pictorial Review del marzo 1912 col titolo "Lines and Business"; protagonisti erano la coppia Jeeves e Reggie Pepper, un antesignano di Bertie Wooster. Nel maggio 1919 il racconto fu pubblicato nella raccolta My man Jeeves, con protagonista sempre Reggie Pepper; tuttavia il volume, stampato su carta scadente, non ebbe successo. La raccolta My man Jeeves, peraltro, non è stata mai tradotta in lingua italiana. Successivamente il racconto è stato rivisto, modificato (con Bertie Wooster in luogo di Reggie Pepper; Freddie Bullivant in luogo di Freddie Meadowes; Elizabeth Vickers in luogo di Elizabeth Shoolbred) e pubblicato nel volume Carry on, Jeeves nel 1925 col titolo "Fixing It for Freddie".

## Edizioni
- P.G. Wodehouse, Carry On, Jeeves, London: Herbert Jenkins, 1925
- P. G. Wodehouse, Carry on, Jeeves, Leipzig: B. Tauchnitz, 1925
- P.G. Wodehouse, Carry On, Jeeves, New York: George H. Doran, 1927
- P.G. Wodehouse, Avanti, Jeeves!: romanzo umoristico inglese; traduzione di Silvio Spaventa Filippi, Milano: Monanni, 1928
- P.G. Wodehouse, Avanti, Jeeves!: romanzo umoristico inglese; traduzione di Silvio Spaventa Filippi, Milano: Bietti, 1933
- P.G. Wodehouse, La riconciliazione. In: Avanti, Jeeves!; traduzione di Silvio Spaventa Filippi; revisione di Claudio Redi, Milano: Bietti, 1973, pp. 199–222
- Pelham G. Wodehouse, Avanti, Jeeves; traduzione di Franco Salvatorelli, Milano: Mursia, 1991, ISBN 88-425-2680-0
- P.G. Wodehouse, Avanti, Jeeves; traduzione di Tracy Lord, Milano: Polillo, 2011, ISBN 978-88-8154-293-2